# Euphorbia orthoclada
Euphorbia orthoclada är en törelväxtart som beskrevs av John Gilbert Baker. Euphorbia orthoclada ingår i släktet törlar, och familjen törelväxter. IUCN kategoriserar arten globalt som livskraftig. Inga underarter finns listade i Catalogue of Life.